# NEC Nijmegen
NEC Nijmegen (Nijmegen Eendracht Combinatie), thường được gọi là NEC (phát âm tiếng Hà Lan: [ɛneːˈseː]), là một câu lạc bộ bóng đá chuyên nghiệp của Hà Lan có trụ sở tại Nijmegen. Câu lạc bộ hiện đang thi đấu ở Eredivisie, giải đấu hàng đầu của bóng đá Hà Lan, sau khi thăng hạng từ Eerste Divisie 2020–21.
Câu lạc bộ đã lọt vào trận chung kết KNVB Cup bốn lần - vào các năm 1973, 1983, 1994 và 2000 - nhưng chưa bao giờ giành được bất kỳ danh hiệu lớn nào.

## Cầu thủ

### Đội hình hiện tại
Tính đến ngày 2/9/2024.
Ghi chú: Quốc kỳ chỉ đội tuyển quốc gia được xác định rõ trong điều lệ tư cách FIFA. Các cầu thủ có thể giữ hơn một quốc tịch ngoài FIFA.
| Số | VT | Quốc gia       | Cầu thủ                         |
| -- | -- | -------------- | ------------------------------- |
| 1  | TM | Hà Lan         | Stijn van Gassel                |
| 2  | HV | Cộng hòa Congo | Brayann Pereira                 |
| 3  | HV | Hà Lan         | Philippe Sandler                |
| 4  | HV | Tây Ban Nha    | Iván Márquez (mượn từ Nürnberg) |
| 5  | HV | Hà Lan         | Thomas Ouwejan                  |
| 6  | TV | Hà Lan         | Mees Hoedemakers                |
| 7  | TV | Tây Ban Nha    | Rober                           |
| 8  | TV | Hy Lạp         | Argyris Darelas                 |
| 9  | TĐ | Nhật Bản       | Kento Shiogai                   |
| 10 | TĐ | Hà Lan         | Sontje Hansen                   |
| 15 | TĐ | Thổ Nhĩ Kỳ     | Başar Önal                      |
| 17 | HV | Hà Lan         | Bram Nuytinck                   |
| 18 | TĐ | Nhật Bản       | Koki Ogawa                      |

| Số | VT | Quốc gia  | Cầu thủ                          |
| -- | -- | --------- | -------------------------------- |
| 20 | TV | Đan Mạch  | Lasse Schöne (đội trưởng)        |
| 21 | TV | Hà Lan    | D'Leanu Arts                     |
| 22 | TM | Hà Lan    | Robin Roefs                      |
| 23 | TV | Nhật Bản  | Kodai Sano                       |
| 24 | HV | Indonesia | Calvin Verdonk                   |
| 25 | TV | Hà Lan    | Sami Ouaissa                     |
| 26 | TV | Hà Lan    | Luc Nieuwenhuijs                 |
| 29 | TV | Hà Lan    | Kas de Wit                       |
| 31 | TM | Hà Lan    | Rijk Janse                       |
| 35 | TV | Hà Lan    | Omar Mohamedhoesein              |
| 71 | TV | Hà Lan    | Dirk Proper                      |
| —  | HV | Hy Lạp    | Lefteris Lyratzis (mượn từ PAOK) |

### Cho mượn
Ghi chú: Quốc kỳ chỉ đội tuyển quốc gia được xác định rõ trong điều lệ tư cách FIFA. Các cầu thủ có thể giữ hơn một quốc tịch ngoài FIFA.
| Số | VT | Quốc gia | Cầu thủ                        |
| -- | -- | -------- | ------------------------------ |
| —  | TĐ | Na Uy    | Lars Olden Larsen (tại Häcken) |

## Ban huấn luyện
| Chức vụ               | Tên                |
| --------------------- | ------------------ |
| Huấn luyện viên       | Rogier Meijer      |
| Trợ lí HLV            | Ron de Groot       |
| Trợ lí HLV            | Stefan Maletić     |
| Trợ lí HLV            | Patrick Greveraars |
| Trợ lí HLV            | Mark Otten         |
| HLV thủ môn           | Marco van Duin     |
| HLV đội một           | Muslu Nalbantoğlu  |
| Nhà phân tích dữ liệu | Robin Huntjens     |
| Quản lý hiệu suất     | Nick Segers        |
| Bác sĩ câu lạc bộ     | Jeroen Mooren      |
| Trưởng dịch vụ y tế   | Han Tijshen        |
| Nhà vật lý trị liệu   | Reinier Looij      |
| Nhà vật lý trị liệu   | Wouter van Ewijk   |
| Nhân viên massage     | Tjeerd Miltenburg  |
| Nhân viên trang phục  | Dave Kelders       |